# 船尾座
船尾座（Puppis），于十八世纪由南船座拆分得来。南船座原是南天星座之一，后被拆分为三个单独的星座，分别是船帆座、船底座和船尾座。

## 星座神話
托勒密本稱船尾座、船帆座及船底座為同一星座，叫做南船座（Argo Navis）。在十八世紀，天文學家認為南船座所佔之天區過大，故將其拆開。南船座即阿格號（Argonauts），故事中伊阿宋帶著五十個人乘阿格號到位於黑海的科爾基斯（Colchis）找金羊毛。
伊阿宋帶著眾多船員出航，當中包括雙子座的卡斯托爾（Castor）和波呂杜克斯（Polydeuces / Pollux），樂師俄耳甫斯，建船者阿爾戈斯，後來連赫拉克勒斯也加入旅程。劇作家把阿格號描寫成船堅炮利，而牛頓甚至將黃道十二宮與阿格號扯上關係。建船之時，雅典娜下令阿爾戈斯採佩利翁山（Pelion）的木材造船，宙斯也指示阿爾戈斯以多多納（Dodona）之橡木建船首，那裡的橡木賦有語言能力，在阿格號啟航時，甚至聽到橡木的哭聲。
阿格號在旅途中遇上重重困難，其中以撞岩（Clashing Rocks）最為著名，撞岩又叫敘姆普勒加得斯（Symplegades），它好像自動門一樣開開合合擋著黑海的入口，當時伊阿宋情急智生，放出白鴿，讓白鴿飛於船前，兩塊大石瞬時掩埋，夾斷白鴿的尾巴，船員趁兩塊大石打開再次撞擊之前，出盡九牛二虎之力，再得雅典娜之助，結果只是船尾受到少許損壞。
經過幾番波折進入黑海後。伊阿宋偷去金羊毛回到希臘，把阿格號泊於科林斯，算是對海神波塞冬的一種感謝。
在星圖上，我們只能見到阿格號的船尾，船頭被濃霧所覆蓋，或是被撞岩所遮掩，有說是伊阿宋晚年在船上沉思過往的歷險時，船首忽然塌下來壓死了熟睡中的伊阿宋，於是波塞冬將船的其餘部份升上天空。

## 深空天體

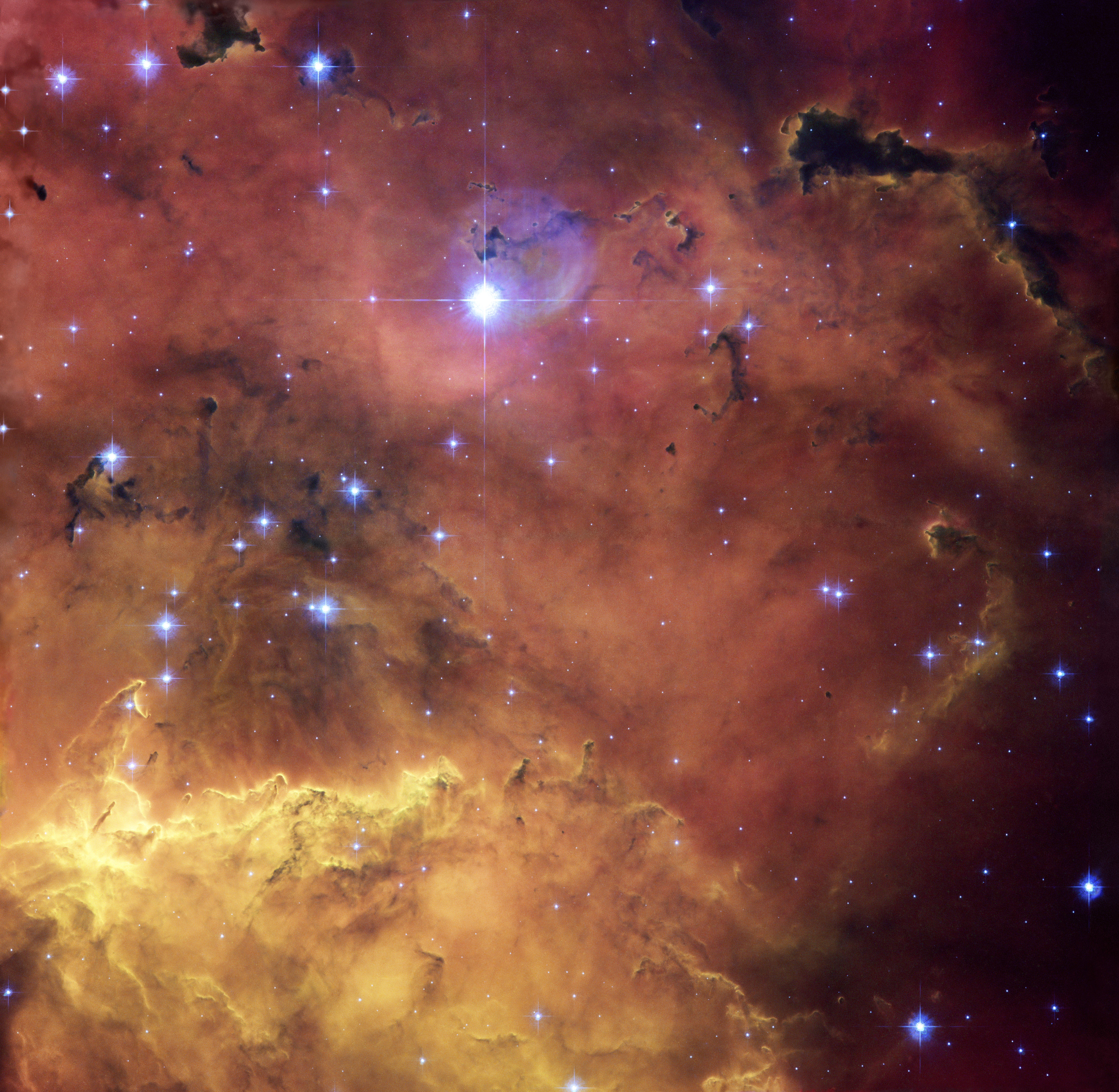
NGC 2467

由於銀河系穿過船尾座，星座內有許多疏散星團。M46和M47是雙筒望遠鏡視野中的兩個疏散星團。 M47在黑暗的天空下可以用肉眼看到，最亮的恆星為6等。M93是位於南邊的另一個疏散星團。NGC 2451是一個非常明亮的疏散星團，包含弧矢三，而附近的NGC 2477是小型望遠鏡的良好目標。弧矢九是明亮恆星群科林德135的主要組成部分。
行星狀星雲NGC 2440由威廉·赫歇爾於1790年3月4日發現。
M46是一個疏散星團，總星等為6.1等，距離地球約5400光年。行星狀星雲NGC 2438距離地球約2900光年。M46被歸類為 Shapleyf和TrumplerIII類星團，意味著它是一個豐富的星團，儘管並非位於星場的中心，但看起來與星場截然不同。該星團的恆星數量在 50到100顆之間，亮度範圍適中。

## 重要主星
| 西方星名 | 中國星官   | 英文名字            | 英文含意 | 視星等 |
| 船尾座ζ  | 弧矢增廿二 | Naos / Suhail Hadar | 船       | 2.25   |
| 船尾座ξ  | 弧矢增十七 | Asmidiske           | -        | 3.34   |
| 船尾座ο  | 弧矢五     | -                   | -        | 4.40   |
| 船尾座π  | 弧矢九     | -                   | -        | 2.71   |
| 船尾座ρ  | 弧矢增卅二 | -                   | -        | 2.81   |
| 船尾座c  | 弧矢三     | -                   | -        | 3.62   |
| 船尾座k1 | 弧矢六     | -                   | -        | 3.80   |
| 船尾座k2 | 弧矢六     | -                   | -        | 4.62   |

- 弧矢Bow and Arrow（井9）